# Comuna Radenîci, Mostîska
Radenîci (în ucraineană Раденичі) este o comună în raionul Mostîska, regiunea Liov, Ucraina, formată din satele Ciîjevîci, Hatkî și Radenîci (reședința).

## Demografie
Componența lingvistică a comunei Radenîci
     Ucraineană (98,75%)
     Alte limbi (0,06%)
Conform recensământului din 2001, majoritatea populației comunei Radenîci era vorbitoare de ucraineană (98,75%), existând în minoritate și vorbitori de polonă (1,18%).